# Радучи (посёлок)
Ра́дучи (бел. Радучы) — посёлок в составе Радомльского сельсовета Чаусского района Могилёвской области Республики Беларусь.

## Население
- 2010 год — 16 человек